# سعيد بنحماني
سعيد بنحماني، أحد الشخصيات الحقوقية الفاعلة التي ناضلت وارتبطت بملف حقوق الإنسان في المغرب وبمختلف القضايات الحقوقية من اعتقالات سرية وتعذيب وانتهاكات ضد نشطاء ومعارضين مغاربة، وذلك منذ فترة ما يصطلح عليه في المراجع التاريخية بسنوات الجمر (المغرب). علاوة على مهنته كمحامي، شغل سعيد بنحماني عضو منتخب في المكتب المركزي ل الجمعية المغربية لحقوق الإنسان، ضمت لائحة المكتب المركزي لسنة 2019، 23 عضوة وعضوا من بينهم 8 نساء و6 شباب.
 كما كان حاضرا في مختلف المحطات التي تمس بقضايا العدالة وحقوق الإنسان في المغرب. كما شغل دور منسق هيئة الدفاع عن معتقلي حراك الريف بالدار البيضاء.